# Bezirk Chepo
Chepo ist ein Bezirk (distrito) der Provinz Panamá in Panama. Die Einwohnerzahl betrug laut Volkszählung 2023 65.588.

## Gliederung
Der Bezirk Chepo ist administrativ in folgende Corregimientos unterteilt:
- Chepo
- Cañita
- Chepillo
- El Llano
- Las Margaritas
- Santa Cruz de Chinina
- Guna de Madugandí (indigenes Territorium)
- Tortí